# (1839) Ragazza
(1839) Ragazza – planetoida z pasa głównego planetoid okrążająca Słońce w ciągu 4 lat i 252 dni w średniej odległości 2,8 j.au Została odkryta 20 października 1971 roku w Observatorium Zimmerwald w Szwajcarii przez Paula Wilda. Nazwa planetoidy pochodzi od włoskiego określenia dziewczyny oraz miejscowości Bad Ragaz w Szwajcarii. Przed jej nadaniem planetoida nosiła oznaczenie tymczasowe (1839) 1971 UF.